# Милица Чађевић
Милица Чађевић (Београд, 7. децембар 1890 — Београд, 10. новембар 1947) била је српска сликарка.

## Биографија
Рођена је 7. децембра 1890. у Београду. Студирала је сликарство код Ристе и Бете Вукановић. Завршила је Уметничко–занатску школу у Београду 1911. године. Студије је наставила у Женској академији у Минхену. Пријавила се као добровољна болничарка у Првом светском рату. Радила је као наставница цртања у Женској учитељској школи у Београду од 1919. године до смрти. Једна је од оснивача Удружења ликовних уметника Србије 1919. и Удружења ратника сликара и вајара у Београду 1939. године. Члан Ладе је постала 1920. Боравила је у Паризу 1925—1926. када је радила код А. Лота. Први пут је самостално излагала 1913. на Другој међународној изложби жена уметника у Торину. Учествовала је у изложби ликовних уметника из Београда у Сомбору 1921, Петој југословенској изложби, изложби београдских сликара и вајара 1924, на I—IV и IX—XII Јесењим изложбама југословенских уметника, V—XVI и XVIII—XXV изложбама Ладе и изложби у Скопљу 1926, изложби у Сплиту 1927, изложби „Југославија у слици” 1930, изложби „Слика старог и новог Београда савремених уметника” и југословенским изложбама у Амстердаму и Бриселу 1932, изложби у Женском клубу 1937, изложбама „Жене уметници земаља Мале антанте” у Румунији и Чехословачкој, изложбама у Краљевини Југославији и у Крагујевцу 1938, у Зрењанину 1939, у Љубљани 1941, на I—IV изложби УЛУС-а и изложби у корист рањених бораца 1944. године. Често је сликала техником акварела. Преминула је 10. новембра 1947. у Београду. Њена дела су постхумно изложена на петој изложби УЛУС-а, XXVI изложби Ладе и изложби „Жене Србије – ликовни ствараоци” 1963. године.